# Astillero Río Santiago
Astillero Río Santiago (ARS) — аргентинская судостроительная компания. Крупнейшая судостроительная компания Южной Америки, принадлежит государству. Расположена в городе Энсенада (провинция Буэнос-Айрес).

## История
Основана в 1953 в период правления Хуана Перона, как Astilleros y Fábricas Navales del Estado (AFNE), путём объединения верфи Astillero Río Santiago и военного завода Fábrica Naval de Explosivos Azul (FANAZUL). Компания начала производство как гражданских, так и военных судов и кораблей, в том числе, два танкера водоизмещением по 60,000 тонн. Заказчиками стали аргентинские и иностранные компании, такие как ELMA, YPF, PDVSA и другие. Кроме того, AFNE производила дизельные двигатели, подъёмные краны, компоненты для локомотивов (для Ferrocarriles Argentinos) и гидравлических турбин и промышленное оборудование (по лицензии Sulzer, GTM, Fiat, Charmillier Atelier, Brisonneau et Lotz Marine, Cockerill-Ougree, Burmeister & Wain и Pielstick). Крупными клиентами были ВМС и береговая охрана страны. На верфи строились, ремонтировались и проходили переоборудование военные корабли. В начале 1970-х на предприятии работало свыше 8,000 человек, включая подрядные организации.
В 1990-х экономический кризис в Аргентине затронул и ARS. Заказы на строительство сократились, и лишь с середины 2000-х ситуация несколько улучшилась. В июле 2012 на верфи был спущен на воду танкер «Эва Перон», водоизмещением свыше 54,000 тонн, строящийся для венесуэльской компании PDVSA, который является крупнейшим судном, построенным в Аргентине за последние 30 лет. Также, PDVSA заказала ARS нефтяные платформы.
Сотрудничает с компаниями из СНГ. Так, в сентябре 2010 между Astillero Río Santiago и украинским Черноморским судостроительным заводом было подписано предварительное соглашение о проектировании корабля полярного класса, так как аналогичное судно — «Байя-Параисо», потерпело крушение в Антарктике в 1989 году близ американской станции «Палмер», а единственный, на данный момент, аргентинский ледокол «Альмиранте Ирисар» находится в ремонте, после пожара на его борту в 2007.

## Продукция

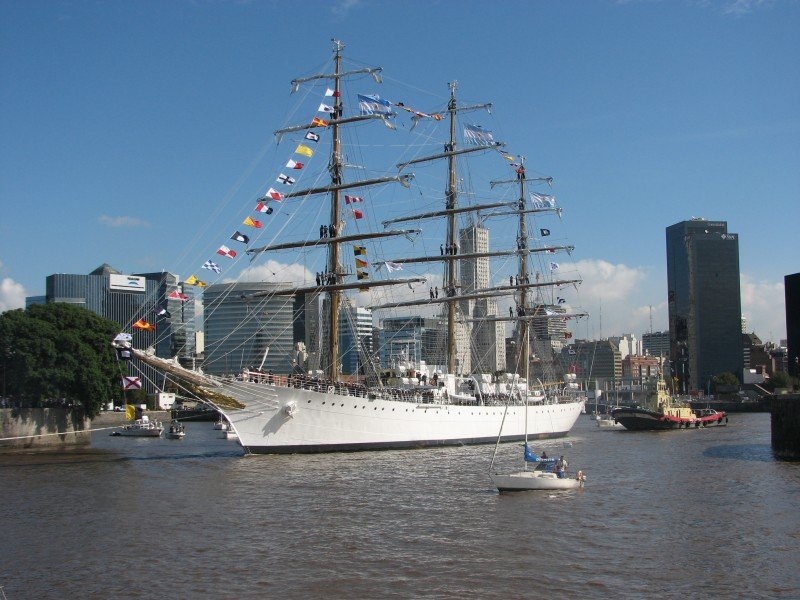
Парусный фрегат «Либертад»

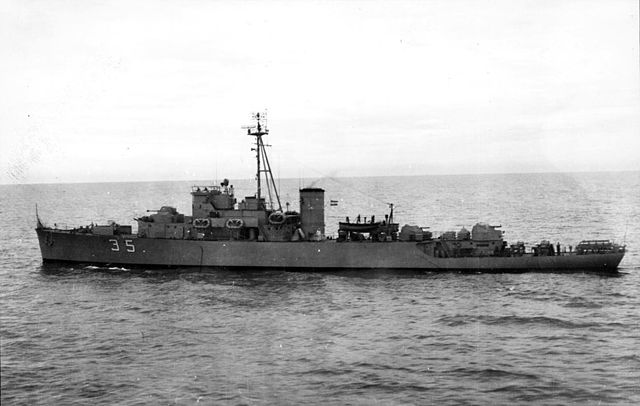
Противолодочный фрегат «Азопардо»

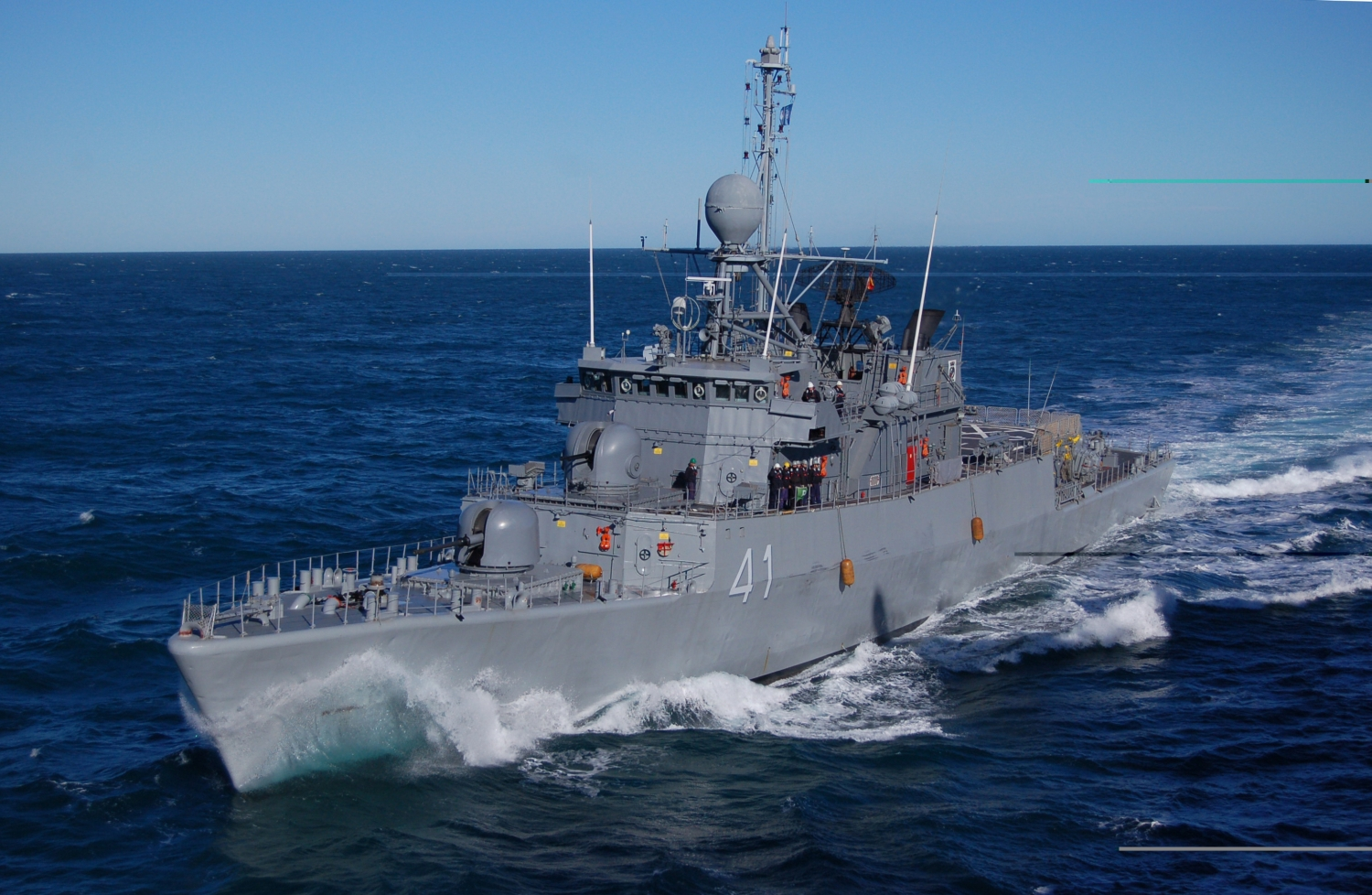
Корвет «Эспора»

Компания проектирует и производит гражданские и военные суда и корабли.
Наиболее крупные военные проекты:
- Фрегаты типа «Азопардо»[9]
  - «Азопардо»
  - «Пьедра Буэна»
- Корветы типа «Муратюр»[10]
  - «Муратюр»
  - «Кинг»
- Корветы типа «Эспора»
  - «Эспора»
  - «Росалес»
  - «Спиру»
  - «Паркер»
  - «Робинсон»
  - «Гомес Рока»
- Фрегат «Либертад»[11]
- Десантный корабль «Кабо Сан-Антонио»[12]
- Эсминец «Сантисима Тринидад»[3][13]
- Тральщики типа «Бушар» (четыре из девяти)[10]
  - «Драммонд»
  - «Гранвилл»
  - «Бушар»
  - «Спиру»

В 1966 году, гордость аргентинского флота — фрегат «Либертад», установил мировой рекорд для трансатлантических плаваний (только парусные суда) между Cape Race (Канада) и Dursey Island (Ирландия) — 1741,4 морских миль (3225,1 км) за 6 дней и 4 часа.

## Нынешнее состояние
Astillero Río Santiago является крупнейшей судостроительной компанией в Латинской Америке. Располагает всеми необходимыми мощностями для строительства и ремонта надводных кораблей основных классов (в том числе, авианосцы, крейсеры, эскадренные миноносцы, фрегаты) и сборки корабельных силовых установок. В 2007 на верфи планировалось начать постройку головного в серии из пяти многоцелевых патрульных кораблей типа OPV-80. Предполагалось технологическое участие немецкой фирмы ThyssenKrupp. Из-за финансовых затруднений Аргентины проект пока остаётся нереализованным.
В 2013 году на Astillero Río Santiago была раскрыта сеть финансовых махинаций. Несколько человек из города Коронель-Принглс, находящегося в 500-х километрах от Энсенады, числились работниками предприятия и получали заработную плату в десятки тысяч долларов. В их числе оказались чиновники местной администрации из правящей партии «Фронт за победу» Кристины Киршнер.